# Biathlon na zimowych światowych wojskowych igrzyskach sportowych

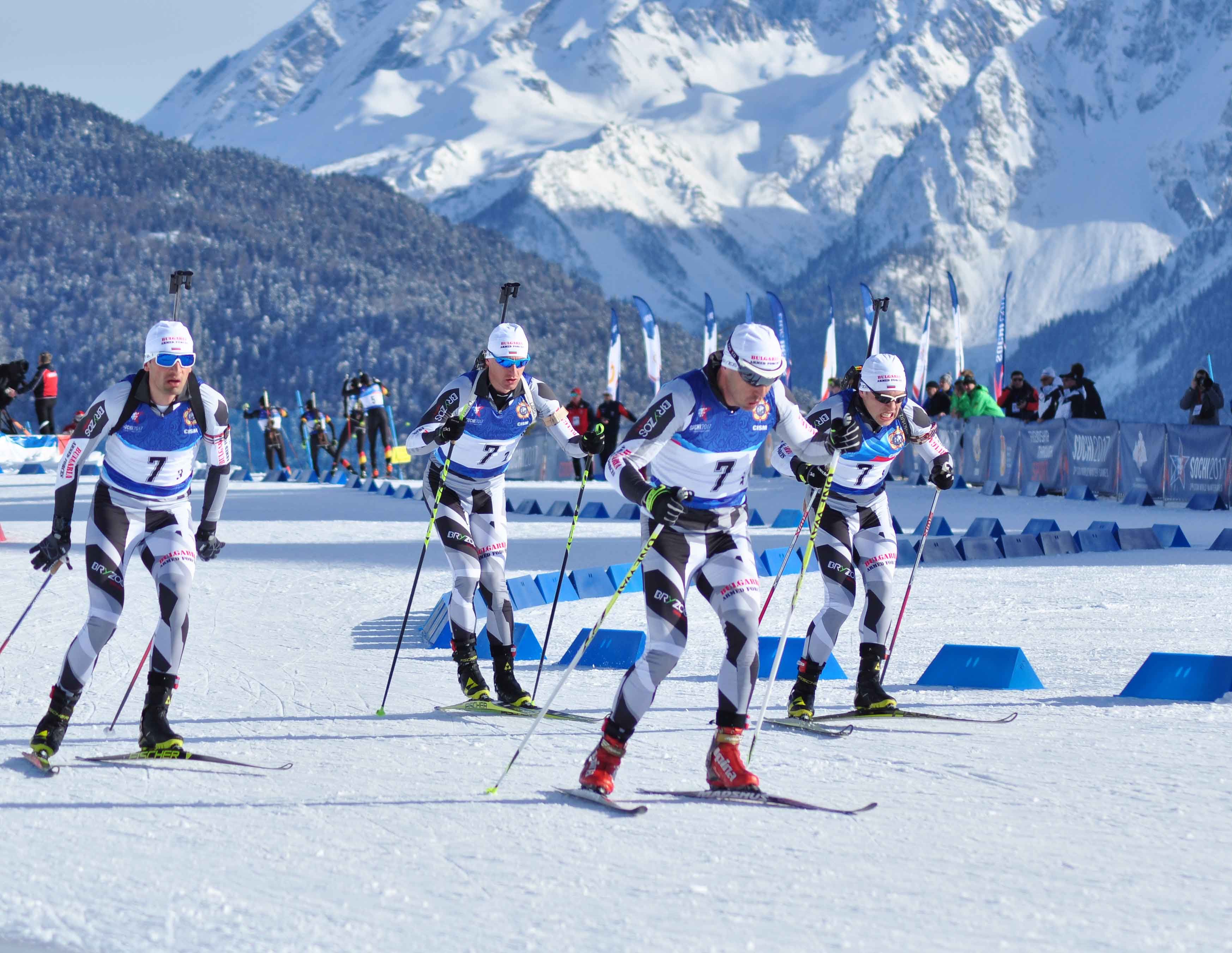
Soczi 2017. Sprint drużynowy mężczyzn.

Biathlon na zimowych światowych wojskowych igrzyskach sportowych – jako  jedna z zimowych dyscyplin sportowych zadebiutowała w dniu 22 marca 2010 na zimowych igrzyskach wojskowych w miejscowości Brusson położonej w regionie Dolinie Aosty we Włoszech sprintem kobiet na 7,5 km i mężczyzn na 10 km. Debiutująca w tych zawodach reprezentacja Polski zwyciężyła w klasyfikacji medalowej, zdobywając 2 złote medale. Aktualnie reprezentacja WP zajmuje 4. miejsce w klasyfikacji wszech czasów. Biathlon jest zimową dyscypliną sportową łączącą bieg narciarski ze strzelaniem (odbyła się w dwóch pozycjach: leżącej oraz w pozycji stojącej). Zawody ze względów bezpieczeństwa widzów jak i samych zawodników odbywają na terenach, obiektach, kompleksach narciarsko-biathlonowych.
Siedem lat później na zimowych igrzyskach wojskowych w Soczi, pierwszy raz odbyły się zawody z udziałem sztafety mieszanej. Na tych samych igrzyskach zlikwidowano dotychczasową dyscyplinę patrol wojskowy, a utworzono dwie  nowe konkurencje; wyścig patrolowy kobiet rozgrywany na dystansie 15 km oraz mężczyzn na dystansie 20 km, włączono te konkurencje do dyscypliny biathlonu.

## Edycje
| Edycja | Data                      | Miejscowość                | Kraj    | Liczba konkurencji |
| ------ | ------------------------- | -------------------------- | ------- | ------------------ |
| 1.     | 22.03.2010 (szczegóły)    | Dolina Aosty (Brusson)     | Włochy  | 4                  |
| 2.     | 27.03.2013 (szczegóły)    | Annecy i Chamonix          | Francja | 4                  |
| 3.     | 24–27.02.2017 (szczegóły) | Soczi                      | Rosja   | 7                  |
| 4.     | 23–29.03.2021 (szczegóły) | Berchtesgaden i Ruhpolding | Niemcy  |                    |

## Konkurencje
W programach igrzysk wojskowych jest podział dyscypliny na konkurencje męskie i damskie (od 2017 roku włączono nową zespołową konkurencję – sztafetę mieszaną). Podczas zimowych igrzysk wojskowych zawodnicy i zawodniczki aktualnie rywalizują w siedmiu konkurencjach.
Aktualne konkurencje rozgrywane na igrzyskach wojskowych:
- biathlon kobiet – sprint indywidualny na 7,5 km
- biathlon kobiet – sprint drużynowy na 7,5 km
- wyścig patrolowy kobiet na dystansie 15 km
- biathlon mężczyzn – sprint indywidualny na 10 km
- biathlon mężczyzn – sprint drużynowy na 10 km
- wyścig patrolowy mężczyzn na dystansie 20 km
- oraz sztafeta mieszana

## Tabela medalowa wszech czasów
Poniższe zestawienia nie uwzględnia medali wręczonych dla medalistów patroli wojskowych rozegranych w latach 2010-13, ponieważ była to w tych latach oddzielna dyscyplina sportowa.

### Klasyfikacja medalowa lata 2010-2017
| Miejsce            | Reprezentacja      | Złoto | Srebro | Brąz | Razem |
| ------------------ | ------------------ | ----- | ------ | ---- | ----- |
| 1                  | Włochy             | 4     | 2      | 4    | 10    |
| 2                  | Rosja              | 3     | 2      | 2    | 7     |
| 3                  | Francja            | 2     | 4      | 3    | 9     |
| 4                  | Polska             | 2     | 0      | 0    | 2     |
| 5                  | Szwajcaria         | 1     | 2      | 0    | 3     |
| 6                  | Austria            | 1     | 1      | 1    | 3     |
| 6                  | Norwegia           | 1     | 1      | 1    | 3     |
| 8                  | Słowenia           | 1     | 0      | 0    | 1     |
| 9                  | Chiny              | 0     | 2      | 2    | 4     |
| 10                 | Estonia            | 0     | 1      | 0    | 1     |
| 11                 | Finlandia          | 0     | 0      | 1    | 1     |
| 11                 | Niemcy             | 0     | 0      | 1    | 1     |
| Ogółem (12 państw) | Ogółem (12 państw) | 15    | 15     | 15   | 45    |

| Lp.               | Reprezentacja     | Złoto | Srebro | Brąz | Razem |
| ----------------- | ----------------- | ----- | ------ | ---- | ----- |
| 1                 | Francja           | 2     | 2      | 0    | 4     |
| 2                 | Polska            | 2     | 0      | 0    | 2     |
| 3                 | Rosja             | 1     | 2      | 1    | 4     |
| 4                 | Włochy            | 1     | 1      | 2    | 4     |
| 5                 | Słowenia          | 1     | 0      | 0    | 1     |
| 6                 | Chiny             | 0     | 2      | 2    | 4     |
| 7                 | Niemcy            | 0     | 0      | 1    | 1     |
| 7                 | Norwegia          | 0     | 0      | 1    | 1     |
| Ogółem (8 państw) | Ogółem (8 państw) | 7     | 7      | 7    | 21    |

| Lp.               | Reprezentacja     | Złoto | Srebro | Brąz | Razem |
| ----------------- | ----------------- | ----- | ------ | ---- | ----- |
| 1                 | Włochy            | 3     | 1      | 2    | 6     |
| 2                 | Rosja             | 2     | 0      | 0    | 2     |
| 3                 | Szwajcaria        | 1     | 2      | 0    | 3     |
| 4                 | Norwegia          | 1     | 1      | 0    | 2     |
| 5                 | Francja           | 0     | 1      | 3    | 4     |
| 6                 | Austria           | 0     | 1      | 1    | 2     |
| 7                 | Estonia           | 0     | 1      | 0    | 1     |
| 8                 | Finlandia         | 0     | 0      | 1    | 1     |
| Ogółem (8 państw) | Ogółem (8 państw) | 7     | 7      | 7    | 21    |

### Klasyfikacja medalowa sztafet mieszanych

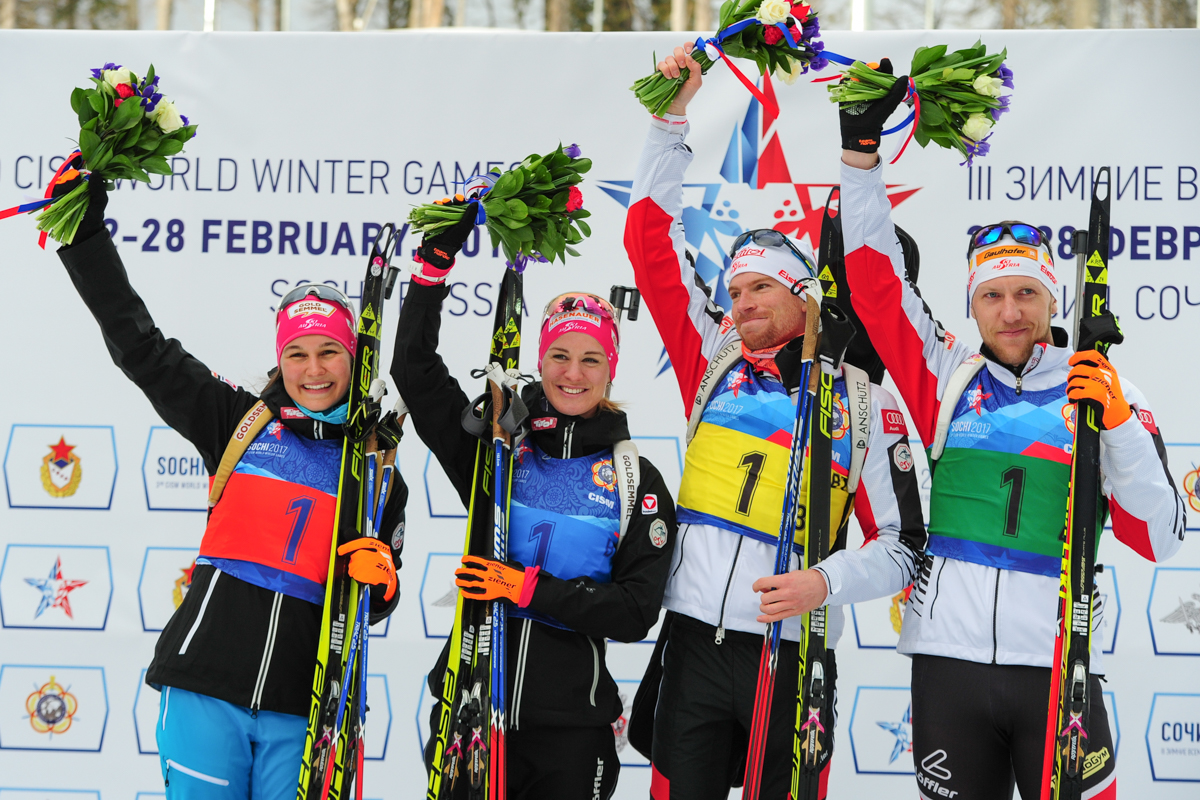
Soczi '17. Sztafeta mieszana Austrii (1 m.)

| Miejsce           | Reprezentacja     | Złoto | Srebro | Brąz | Razem |
| ----------------- | ----------------- | ----- | ------ | ---- | ----- |
| 1                 | Austria           | 1     | 0      | 0    | 1     |
| 2                 | Francja           | 0     | 1      | 0    | 1     |
| 2                 | Rosja             | 0     | 0      | 1    | 1     |
| Ogółem (3 państw) | Ogółem (3 państw) | 1     | 1      | 1    | 3     |